# Tinakula
Tinakula ist eine unbewohnte Vulkaninsel im Norden der Santa-Cruz-Inseln im Pazifischen Ozean. Politisch gehört sie zur Provinz Temotu des Inselstaates der Salomonen.

## Geographie
Tinakula liegt rund 20 km nördlich von Nendo, der größten Insel des Archipels. Die nahezu runde Insel hat einen Durchmesser von etwa 3,5 km, eine Fläche von 8 km² und erreicht eine Höhe von 851 m über dem Meer. Sie wird vom gleichnamigen andesitischen Schichtvulkan gebildet, der sich 3000–4000 m vom Meeresgrund erhebt. Der Vulkan war bereits bei seiner Entdeckung 1595 durch den Spanier Alvaro de Mendaña de Neyra aktiv und bis heute kommt es zu weiteren vulkanischen Aktivitäten. So fanden im Jahr 1951 wie auch von 1965 bis 1966 Vulkanausbrüche mit einer Stärke 3 nach dem Vulkanexplosivitätsindex statt. Seit einem Tsunami im Jahr 1971 ist die Insel nicht mehr ständig bewohnt. Ende der 1980er Jahre jedoch gab es einen erneuten Besiedlungsversuch, als zwei Familien (weniger als 10 Menschen) aus Nupani versuchten, der Unberechenbarkeit des Vulkans zu trotzen, um von der Fruchtbarkeit des vulkanischen Bodens zu profitieren.
Das einzige Dorf der Insel lag an der Südostküste und hieß Temateneni. Es entstand in den frühen 1950er Jahren während einer vulkanischen Ruheperiode. Bis 1971 erreichte die Bevölkerung den höchsten Stand von 160, Polynesier von Nupani und Nukapu. Der Vulkanausbruch vom 6. September 1971 erforderte eine schnelle Evakuation der gesamten Bevölkerung. Seit 2002 ist Tinakula nahezu ununterbrochen aktiv; auf einer Satellitenaufnahme vom Februar 2012 waren Dampf- und Aschewolken über der Insel erkennbar.

## Geschichte
Tinakula war auch vor 1840 bewohnt. Nach dem Vulkanausbruch von 1840 war die Insel mehr als 100 Jahre unbewohnt.